# Condor (zoologia)

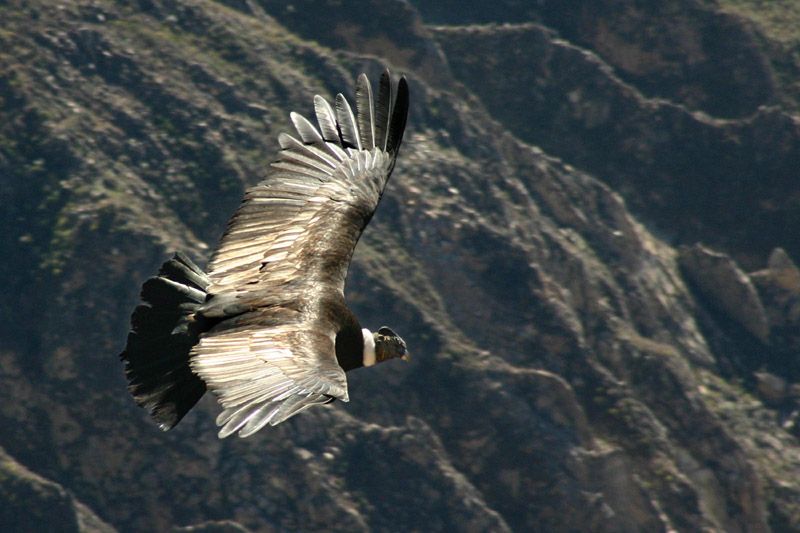
Condor delle Ande (Vultur gryphus)

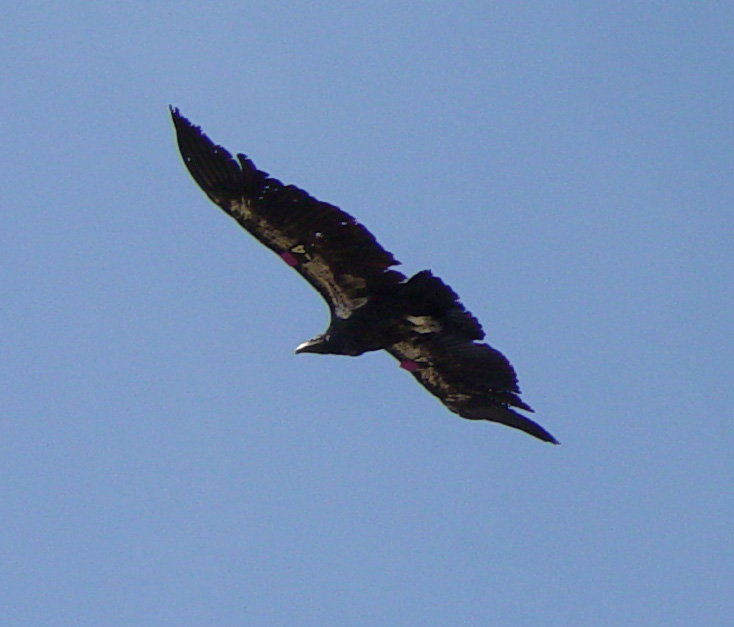
Condor della California (Gymnogyps californianus) in volo veloce - da notare la disposizione delle piume per migliorare l'aerodinamicità

Condor (meno comunemente condore) è il nome comune di due grandi specie di avvoltoio americano.
Entrambe sono fra i più grandi uccelli in grado di volare: il condor delle Ande (Vultur gryphus), i cui maschi arrivano a pesare 15 kg, ha l'apertura alare maggiore (4,0 m), mentre il condor della California (Gymnogyps californianus) raggiunge i 14 kg, ma ha un'apertura alare che non supera i 4,0 m. Entrambe le specie hanno piumaggio nero fuliggine sul corpo e una grande area bianca sull'ala. La testa nuda del condor delle Ande è rosso opaco e i maschi hanno una prominente cresta carnosa sulla fronte. Un soffice collare bianco circonda la parte inferiore del collo. I condor della California non hanno cresta, ma nell'adulto la pelle nuda della testa è vistosamente colorata di giallo e di rosso. Lunghe penne nere e appuntite formano un collare intorno al collo. 
I condor producono un singolo uovo che depongono su rocce sporgenti (V. gryphus) o sul pavimento delle grotte (G. californianus). I piccoli si sviluppano lentamente e cominciano a volare a circa sei mesi di età. Entrambe le specie si nutrono quasi esclusivamente di carogne; il condor delle Ande può occasionalmente attaccare anche animali feriti o appena nati.
Vultur gryphus è diffuso lungo la catena delle Ande, dal Venezuela fino allo stretto di Magellano; a volte si spinge sulla costa del Pacifico per depredare i nidi degli uccelli marini.   Il volatile aveva un ampio areale, a inizio secolo scorso furono addirittura segnalati avvistamenti di condor nelle regioni del centro-Africa.